# Chiesa di San Pantaleone (Chamois)
La chiesa di San Pantaleone è la chiesa parrocchiale di Chamois, in Valle d'Aosta.

## Storia
Il territorio di Chamois appartenne alla parrocchia di Antey-Saint-André fino al XVII secolo. La fondazione della parrocchia dipese dal curato di Antey, Martin Jeanthon, originario di Chamois: su sua istanza, la chiesa parrocchiale venne consacrata il 21 luglio 1681 dal vescovo di Aosta Antoine-Philibert Bailly, andando a sostituire una rettoria presente già dal 1621. Venne quindi ampliata e trasformata assumendo le sue forme attuali nel 1838.
Nel 1844, a fianco della chiesa venne edificata l'odierna canonica, adibita ad abitazione del parroco, ma anche a scuola e a pronto soccorso.

## Descrizione

### Interni
Gli interni custodiscono un altare maggiore del XVIII secolo proveniente dalla parrocchia di Torgnon, in legno intagliato, dipinto e in parte dorato, una tela dell’Immacolata Concezione tra due mezzocolonne tortili che supportano due angeli e delle statue lignee dipinte di San Pantaleone, un Santo Papa e un Santo Vescovo.

### Esterni
La chiesa presenta una struttura a navata unica, con abside quadrangolare e campanile provvisto di quattro campane.